# Matheus Jesus
Matheus Sousa de Jesus, né le 10 avril 1997 à Salvador, plus simplement appelé Matheus Jesus, est un footballeur brésilien qui évolue au poste de milieu de terrain au V-Varen Nagasaki.

## Biographie

### En club
Formé au Flamengo, puis à Ponte Preta où il fait ses débuts professionnels, il est ensuite recruté par le club d'Estoril.
Il ne joue toutefois aucun match avec le club portugais, et se voit prêté dans plusieurs clubs entre le Japon, le Portugal et son Brésil natal. Mais après un prêt réussi avec les Corinthians, il est transféré dans ce club de Serie A brésilienne en 2020, avant d'être prêté par ces derniers au RB Bragantino.

### En sélection
Matheus reçoit une seule et unique sélection avec l'équipe du Brésil des moins de 20 ans, lors d'un match amical remporté 2-1 contre l'Angleterre le 4 septembre 2016.